# Gelasio di Niccolò
Gelasio di Niccolò (XIII secolo) è stato un pittore italiano.

## Biografia
Si hanno notizie frammentarie sulla sua nascita e sulla sua vita. Fu tra i primi pittori della scuola ferrarese. Azzo VII d'Este, signore di Ferrara, nel 1242 gli commissionò un dipinto sulla Caduta di Fetonte. Anche il vescovo di Ferrara Filippo Fontana gli commissionò un'immagine di Maria e un gonfalone di San Giorgio, patrono della città.